# Aplocheilichthys centralis
 Aplocheilichthys centralis és un peix de la família dels pecílids i de l'ordre dels ciprinodontiformes.

## Morfologia
Els mascles poden assolir els 3,3 cm de longitud total.

## Distribució geogràfica
Es troba a Àfrica: Tanzània i Uganda.

## Estat de conservació
La seua principal amenaça és la desaparició de les zones humides amb vegetació al voltant dels rius a causa de l'expansió agrícola.